# Listriella mollis
Listriella mollis is een vlokreeftensoort uit de familie van de Liljeborgiidae. De wetenschappelijke naam van de soort is voor het eerst geldig gepubliceerd in 1983 door Myers & McGrath.